# Нортроп Фрай
Ге́рман Но́ртроп Фра́й (англ. Herman Northrop Frye, 14 липня 1912, Шербрук, провінція Квебек, Канада — 23 грудня 1991, Торонто) — канадський філолог, дослідник міфології, критик і теоретик літератури.

## Біографія
Народився в Шербруку, в канадській провінції Квебек. Фрай був третьою дитиною Германа Едварда Фрая та Катрін Мод Говард, нащадків пуританських переселенців, що прибули до Північної Америки в XVII столітті. В родині сильно шанувалася Біблія, що сформувало у Нортропа захоплення книгами. Також він рано навчився грати на піаніно. Його старший брат, 19-річний Кейсі Говард, загинув у Першу світову війну в 1918 році. Герман Едвард працював продавцем і підрядником запчастин та виробничого обладнання, після цього відкрив власний бізнес. В 1919 році родина через неуспішність бізнесу почала змінювати місце проживання, поки не осіла в Монктоні, штат Нью-Брансвік. Нортроп отримав початкову освіту від матері, а з віку 8-ми років пішов до школи.
У 1927 році, у п'ятнадцятирічному віці, став працювати в бібліотеці Монктона, де познайомився з багатьма класичними творами. Він задумав написати серію з семи романів у історичній послідовності з урахуванням категорій «Комедія», «Романс», «Трагедія» та «Іронія». Успішно закінчивши Абердинську старшу школу, Фрай здобув стипендію Монтонкського бізнес-коледжу, проявивши чудові навички з набору тексту (до 85 слів за хвилину). В 1929 році вступив до Вікторіанського коледжу Торонтського університету. В цей час закохався в однокласницю, художницю Гелен Кемп. Будучи студентом, Фрай ознайомився з книгою Освальда Шпенглера «Присмерк Європи», що описувала західну цивілізацію та мистецтво як єдину органічну структуру, підпорядковану ритмам зростання та занепаду. Це наштовхнуло Нортропа на думку про зв'язок літературної творчості з природними циклами, пізніше розвинену в його дослідженнях. Також він цікавився ідеями Джеймса Фрейзера щодо міфології. В 1933 закінчив з відзнакою в галузі філософії та англійської мови Вікторіанський коледж, а в 1936 році — Еммануелівський теологічний коледж.
Фрай відвідував Мертон коледж при Оксфорді в 1936—37 роках, але не забажав лишитися там. Гелен двічі вагітніла, але здійснювала аборт. У 1937 році Нортроп одружився з Гелен, після чого повернувся в Мертон коледж, щоб здобути ступінь магістра. В 1939 році влаштувався на роботу на кафедрі англійської мови у Вікторіанському коледжі.
Під час Другої світової війни Гелен покинула роботу в Галереї мистецтв Торонто і стала редактором журналу «Canadian Forum», де робота не оплачувалася. Подружжя стало прихильниками соціал-демократичної партії Канади (Co-operative Commonwealth Federation). Наукові дослідження Фрая просувалися повільно, але найбільше уваги він приділяв творчості Семюеля Джонсона. Після війни Фрай почав дослідження поезії Вільяма Блейка. Читач прес-конференції в Принстонському університеті Карлос Бейкер зацікавився потенціалом праці про поета і дав поради щодо її вдосконалення. В результаті в 1947 році вийшло друком дослідження «Лякаюча симетрія: дослідження Вільяма Блейка». Крім того Нортроп з 1948 по 1952 також був літературним редактором  «Canadian Forum». У 1951 році увійшов до Королівського товариства Канади.
Фрай вважав, що ідеї, які він розробив для аналізу творчості Вільяма Блейка, актуальні для літературної теорії взагалі. Впродовж 1950-х він написав низку статей, в яких досліджував твори Вільяма Шекспіра, Джона Мілтона, Вільяма Блейка, Вільяма Єйтса, Томаса Еліота й Воллеса Стівенса, але також народні казки та детективні романи і наукову фантастику свого часу. Головні свої ідеї він виклав у «Анатомії критицизму» 1957 року. В 1958 Королівське товариство Канади нагородило дослідника медаллю імені Лорне Пірса. З 1959 по 1966 обіймав посаду ректора Вікторіанського коледжу. З 1968 по 1977 був радником Канадської комісії з радіо, телебачення та телекомунікацій. В 1969 році став почесним зарубіжним членом Американської академії мистецтв і науки.
Ідеї Фрая стали популярними в 1960-і, коли ними прониклися критики Гарольд Блум та Джеффрі Гартман. Їх приваблювала позиція Фрая, що літературна критика є не додатком до філософії, психології, лінгвістики чи естетики, а відображає форму самої людської уяви. Престиж думки Фрая підсилила тенденція до міфологізму канадської поезії 1950-х і 1960-х років, зокрема в працях таких колишніх учених, як Джей Макферсон, Джеймс Рейне і Маргарет Етвуд.
У 1971 році дослідник задумав написати книгу про вплив Біблії на англійську літературу. Основна ідея Фрая полягала у тому, що Біблія забезпечила основні закономірності символізму та образності практично всій літератури західних культур. Результатом стала книга «Великий код: Біблія і література», видана в 1982 році. До її видання Фрай здобув визнання в Канаді та за її межами, в 1972 був удостоєний Ордена Канади. В 1976 став зарубіжним членом Американського філософського товариства. У середині 1970-х років у Гелен почалися безсоння та тривоги, вона переїхала до Кембриджа, штат Массачусетс, тоді як Фрай лишився працювати в Гарварді. Згодом у неї діагностували хворобу Альцгеймера, і Нортроп став доглядати за дружиною, возячи її з собою. В 1978 став канцлером Вікторіанського коледжу і лишався на цій посаді до кінця своїх днів. У 1981 Американська академія мистецтв і літератури прийняла його як почесного члена.
Проводив лекції у понад сотні навчальних закладів по всьому світу, але найбільше у Канаді й США. У 1986 році, під час подорожі Фрая до Австралії з метою провести курс лекцій, його дружина Гелен померла. В 1988 році Нортроп одружився вдруге, на овдовілій подрузі, Елізабет Іді Браун. В 1990 році у Фрая було виявлено рак, але помер він від інфаркту міокарда 21 березня 1991 року. Похований в Торонто.

## Вшанування пам'яті
На честь Нортропа Фрая в 2000 році урядом Канади було випущено марку. Його іменем названо щорічний літературний фестиваль у Монктоні та залу Вікторіанського коледжу Торонтського університету.

## Основні праці
- «Лякаюча симетрія: дослідження Вільяма Блейка» (англ. Fearful Symmetry: A Study of William Blake, 1947)
- «Анатомія критицизму: чотири есе» (англ. Anatomy of Criticism: Four Essays, 1957)
- «Розвинена уява» (англ. The Educated Imagination, 1964)
- «Блазні часу: Дослідження шекспірівської трагедії» (англ. Fools of Time: Studies in Shakespeare Tragedy, 1967)
- «Загрубіла структура: есе про критицизм і суспільство» (англ. The Stubborn Structure: Essays on Criticism and Society, 1970)
- «Критичний шлях: есе про соціальний контекст літературного критицизму» (англ. The Critical Path: An Essay on the Social Context of Literary Criticism, 1971)
- «Spiritus Mundi: есе про літературу, міф і суспільство» (англ. Spiritus Mundi: Essays on Literature, Myth, and Society, 1976)
- «Великий код: Біблія і література» (англ. The Great Code: The Bible and Literature, 1982)
- «Міф визволення: роздуми над проблемами Шекспірових комедій» (англ. The Myth of Deliverance: Reflection on Shakespeare's Problem Comedies, 1983)
- «Слова із силою» (англ. Words with Power, 1990)
- «Подвійне бачення: мова і значення в релігії» (англ. The Double Vision: Language and Meaning in Religion, 1991)

## Переклади українською
- Фрай Н. Архетипний аналіз: теорія мітів / Нортроп Фрай // Слово. Знак. Дискурс: Антологія світової літературно-критичної думки ХХ ст. / За ред. М.Зубрицької. — Львів: Літопис, 1996. — С.109 — 135.
- Нортроп Фрай. Великий код: Біблія і література / з англійської переклала Ірина Старовойт. — Львів: Літопис, 2010. — 362 с.